# Narodni front za demokraciju i pravdu
Narodni front za demokraciju i pravdu (tigrinja jezik ህዝባዊ ግንባር ንደሞክራስን ፍትሕን); (arap.الجبهة الشعبية للديمقراطية والعدالة) je eritrejska vladajuća politička stranka. Sadašnji predsjednik stranke i predsjednik države je Isaias Afewerki.

## Povijest stranke
Narodni front za demokraciju i pravdu osnovan je 1994. Godinu prije održan je referendum pod okriljem Ujedinjenih naroda na kojem su Eritrejci glasovali za nezavisnost i otcjepljenje od Etiopije, ali praktično front je upravljao Eritrejskim ratom za nezavisnost još od kraja 1991., kada je svrgnuta komunistička vlada u Adis Abebi.
Njihovi prethodnici bili su naoružani marksistički i afrički socijalisti koji su djelovali u Eritrejskom narodnom oslobodilačkom frontu. Na kongresu 1987. odbačeni su marksizam i lenjinizam kao ideologija i počeo se propagirati revolucionarni eritrejski nacionalizam.
Cilj je bio ujedinjenje drugih eritrejskin pokreta za neovisnost i nacionalističkih grupacija.

## Politička platforma
Poslije odbacivanja utjecaja marksizma i lenjinizma krajem hladnog rata, stranka je pod vođstvom Isaiasa Afewerkia predstavila se kao nacionalistička i koja je željela pridobiti sve nacionaliste bez obzira na političke pravce koje su zastupali.